# Deolinda Rodrigues

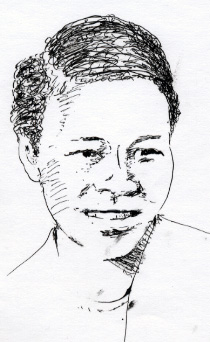
Deolinda Rodrigues

Deolinda Rodrigues Francisco de Almeida, kurz Deolinda Rodrigues (* 10. Februar 1939 in Catete, Provinz Luanda, Portugiesisch-Angola; † um den 2. März 1967) war eine angolanische Widerstandskämpferin der angolanischen Befreiungsbewegung MPLA, im Untergrund trug sie den Kampfnamen Langidila. Sie arbeitete als Schriftstellerin, Übersetzerin, Dichterin und Radiomoderatorin während des angolanischen Befreiungskampfes und gilt als Mitbegründerin der angolanischen Frauenorganisation Organização da Mulher de Angola. Rodrigues wurde von der konkurrierenden Befreiungsbewegung FNLA gefoltert und umgebracht.

## Leben

### Jugend und Ausbildung
Deolinda Rodrigues wurde am 10. Februar 1939 im Ort Catete in der Provinz Luanda der portugiesischen Kolonie Angola als drittes von fünf Kindern einer Methodistenfamilie geboren. Rodrigues Eltern arbeiteten als Schullehrer im Auftrag der methodistischen Kirche in verschiedenen Teilen des Landes, u. a. in N’Dalatando, Caxicane und Catete. Dort lernte sie jeweils in den methodistischen Missionsschulen Lesen und Schreiben. 1954 zog sie mit ihrer Mutter und Geschwistern in die Hauptstadt Luanda. Nachdem ihre Mutter zurück zu ihrem Vater ins Landesinnere zog, blieb sie in Obhut von Maria da Silva, Mutter des Dichters und späteren angolanischen Präsidenten Agostinho Neto.
Rodrigues engagierte sich bereits früh für die kleine Befreiungsorganisation Partido da Luta Unida de Angola, die sich später mit anderen Organisationen zur Movimento Popular de Libertação de Angola (MPLA) vereinte. Wenige Jahre später nach der Gründung der MPLA trat Rodrigues dieser auch offiziell bei. Dank eines Stipendiums der Evangelischen Kirche studierte sie ab 1959 Soziologie an der methodistischen Universität von São Paulo. Nachdem die Regierungen von Portugal und Brasilien ein Abkommen geschlossen hatten, Widerstandskämpfer auszuliefern, zog Rodrigues von Brasilien nach Illinois (USA).

### Kampf im Untergrund
In den USA brach Rodrigues jedoch ihr Studium ab und kehrte zurück auf den afrikanischen Kontinent, um sich dem Unabhängigkeitskampf Angolas zu widmen. Zunächst verweilte sie kurz in Conakry (Guinea), bevor sie 1962 weiter nach Kinshasa (Zaire) zog, wo sich das Hauptquartier der Befreiungsbewegung MPLA befand. Dort engagierte sie sich zunächst für die von der MPLA betreuten angolanischen Geflüchteten (im Rahmen des sog. Corpo Voluntário Angolano de Assistência aos Refugiados) und baute später die angolanischen Frauenorganisation Organização da Mulher de Angola auf, deren medizinische Sektion sie zunächst leitete. Auf der ersten nationalen Konferenz der MPLA Ende 1962 wählten die Delegierten sie in das Leitungskomitee (Comité Director), dort übernahm sie die Leitung der Abteilung für soziale Angelegenheiten. Auch moderierte sie die MPLA-Radiosendung A voz de Angola (Stimme Angolas).
1963 verwies die Regierung Zaires die MPLA des Landes, sodass diese nach Brazzaville (Rep. Kongo) zog. Von dort aus vollführte Rodrigues verschiedene internationale Reisen, u. a. nach Bulgarien, Österreich und die Sowjetunion. Im Oktober 1966 wählte die MPLA Rodrigues für ein Militärtraining aus, um sie später an und hinter der Front gegen die portugiesische Kolonialregierung einsetzen zu können.
Am 2. März 1967 (oder nach anderen Angaben 1968) wurde Deolinda Rodrigues zusammen mit vier anderen MPLA-Kameradinnen (Engrácia dos Santos, Irene Cohen, Lucrécia Paim und Teresa Afonso) bei Kamunda von Milizionären der konkurrierenden Befreiungsbewegung FNLA gefangen genommen. Daraufhin wurden sie ins Basislager der FNLA nach Kinkuzu gebracht, wo sie, vermutlich, gefoltert und ermordet wurde. Derweil gibt es bis heute Zweifel an ihrem Tod, dem Todesdatum und der tatsächlichen Todesursache.
Seit der Unabhängigkeit Angolas wird der (vermutliche) Todestag von Deolinda Rodrigues – der 2. März – als nationaler Frauentag gefeiert.

### Veröffentlichungen
Posthum wurde 2003 das Tagebuch von Deolinda Rodrigues unter dem Titel Diário de um exílio sem regresso (dt.: „Tagebuch eines Exils ohne Rückkehr“) veröffentlicht, 2004 ihre Briefe unter dem Titel Cartas de Langidila e outros documentos („Briefe Langidilas und andere Dokumente“).
Zwischen 2010 und 2014 drehten José Rodrigues und Nguxi dos Santos eine Dokumentation zum Leben Rodrigues’ mit dem Titel ihres posthum veröffentlichten Werkes Diário de um exílio sem regresso gedreht. 2015 wurde der Film in allen Provinzen Angolas gezeigt.

## Bibliographie
- Margarida Paredes: Deolinda Rodrigues, da Família Metodista à Família MPLA, o Papel da Cultura na Política, in: Cadernos de Estudos Africanos, Nummer 2 / 2010. Online verfügbar.